# Protanypus tshereshnevi
Protanypus tshereshnevi är en tvåvingeart som beskrevs av Makarchenko 1982. Protanypus tshereshnevi ingår i släktet Protanypus och familjen fjädermyggor. Inga underarter finns listade i Catalogue of Life.